# Jumpin' Jive
Pour les articles homonymes, voir Jump et Jive.
Clip vidéo
[vidéo] « Jumpin' Jive - Cab Calloway et les Nicholas Brothers (colorisé) », sur YouTube 
[vidéo] « Lionel Hampton - Jumpin Jive », sur YouTube
[vidéo] « Marion Hutton - Jumpin Jive », sur YouTube
[vidéo] « Glenn Miller & Marion Hutton - Jumpin Jive », sur YouTube
Jumpin' Jive ou (Hep-Hep!) The Jumpin' Jive est un standard de jazz-jump blues-jive des auteurs-compositeurs Cab Calloway, Frank Froeba (en), et Jack Palmer (en). Il est enregistré pour la première fois par Lionel Hampton, puis par Cab Calloway en 1939,, dont la version est 2e des ventes aux États-Unis, vendue à plus d'un million d'exemplaires. Il l'a reprend avec son Cotton Club big band jazz pour la musique du film musical Symphonie magique, d'Andrew L. Stone de 1943 (une des plus célèbres performances de jive acrobatique des Nicholas Brothers du cinéma américain,).

## Histoire
Cab Calloway est une star internationale américaine de jazz de music-hall (surnommé du nom de son tube scat « The Hi De Ho Man » et d'autres tubes de style Minnie the Moocher de 1931) lorsqu’il compose ce nouveau tube à succès de jump blues-jive (alors très en vogue avec l'ère du jazz, swing, lindy hop et jive)

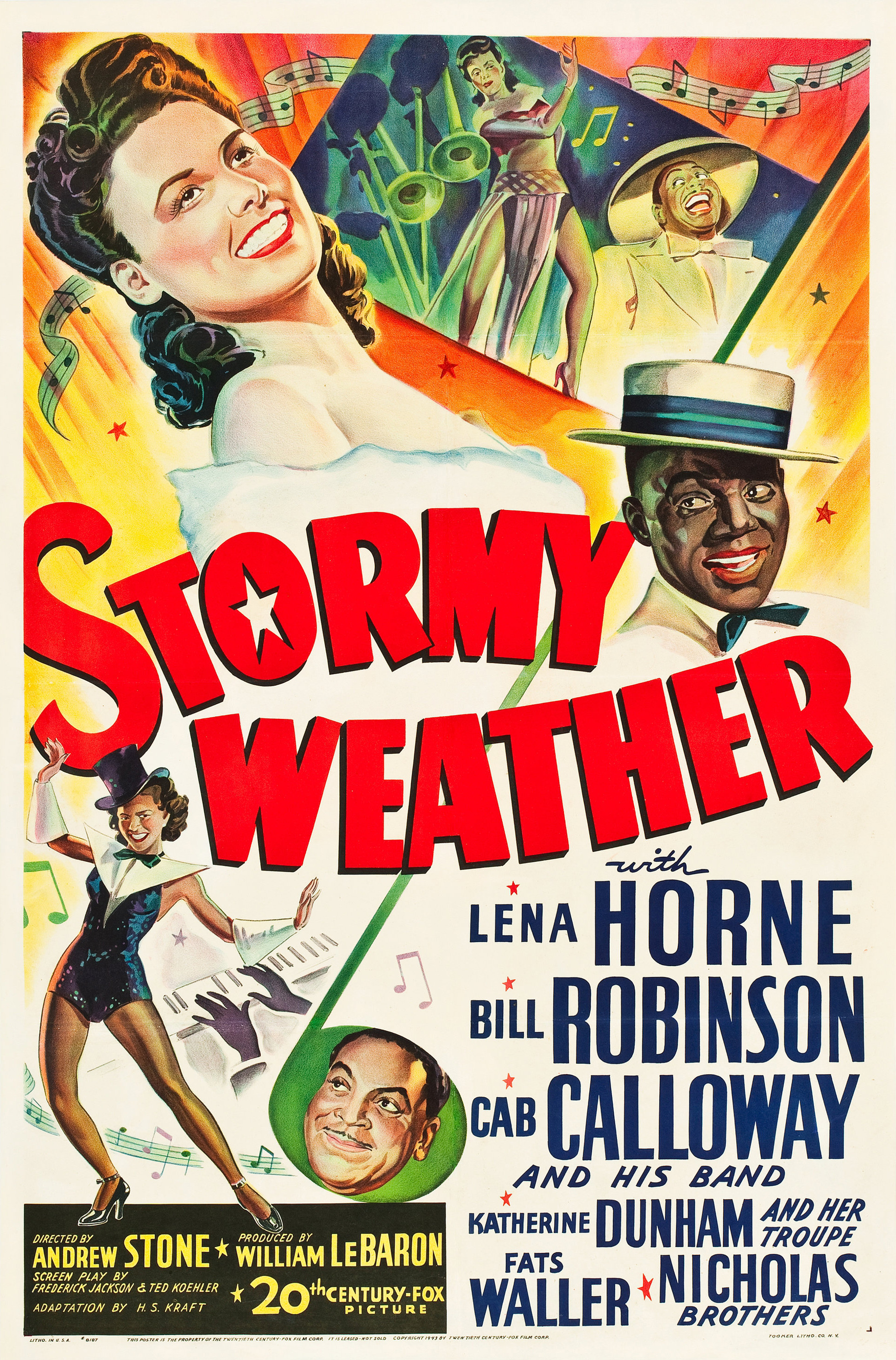
Affiche du film
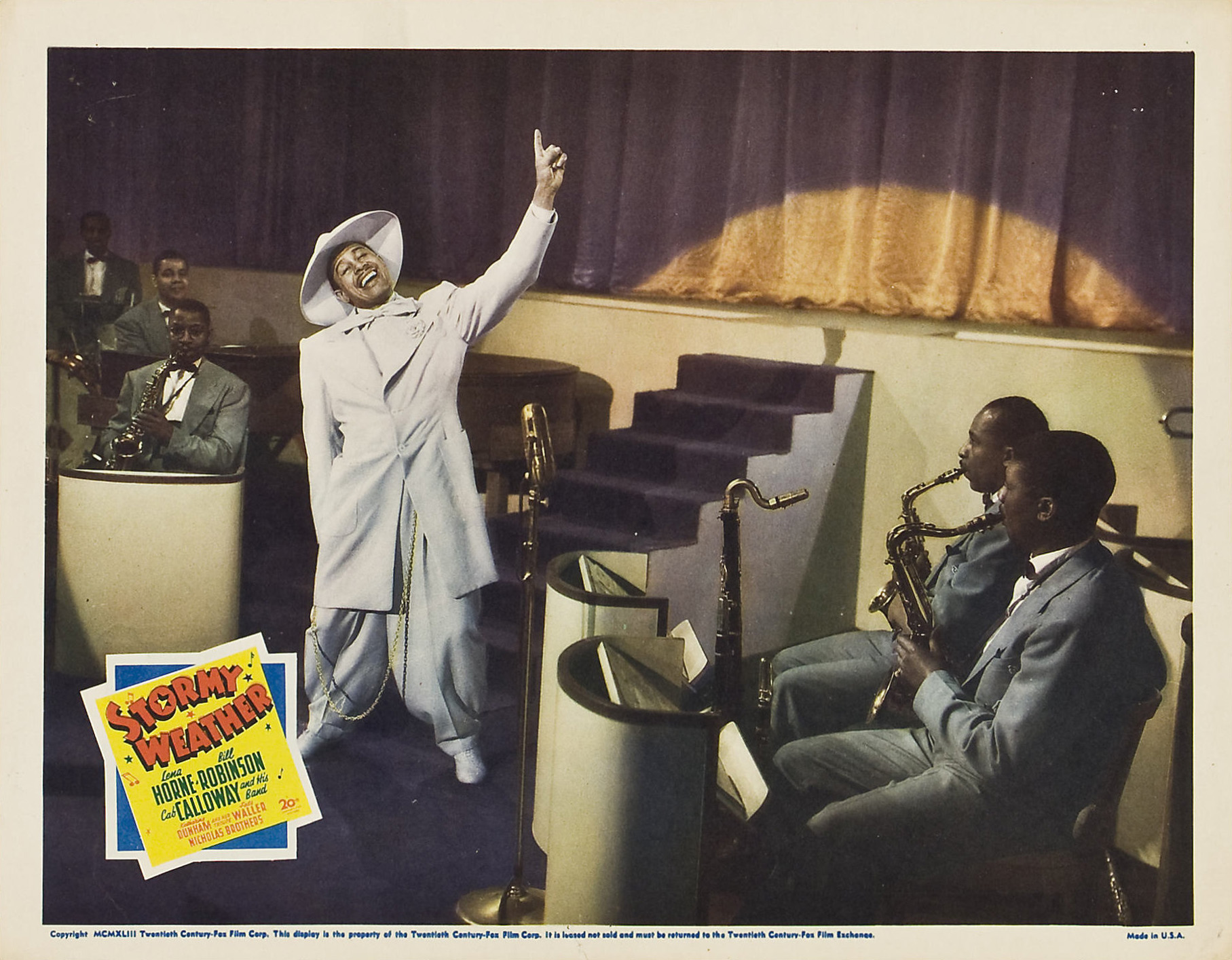
Cab Calloway, film Symphonie magique (1943)
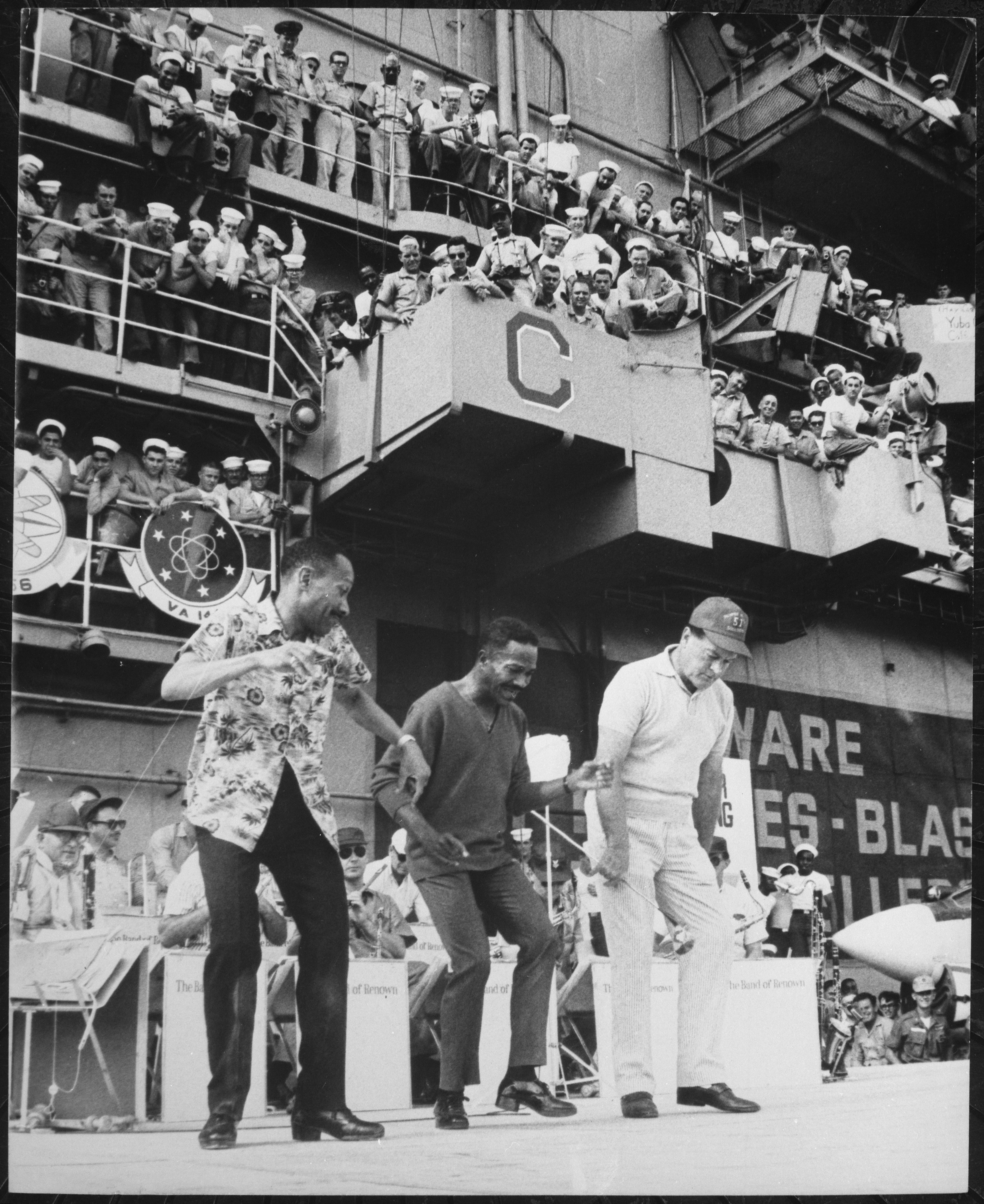
Les Nicholas Brothers (1965)
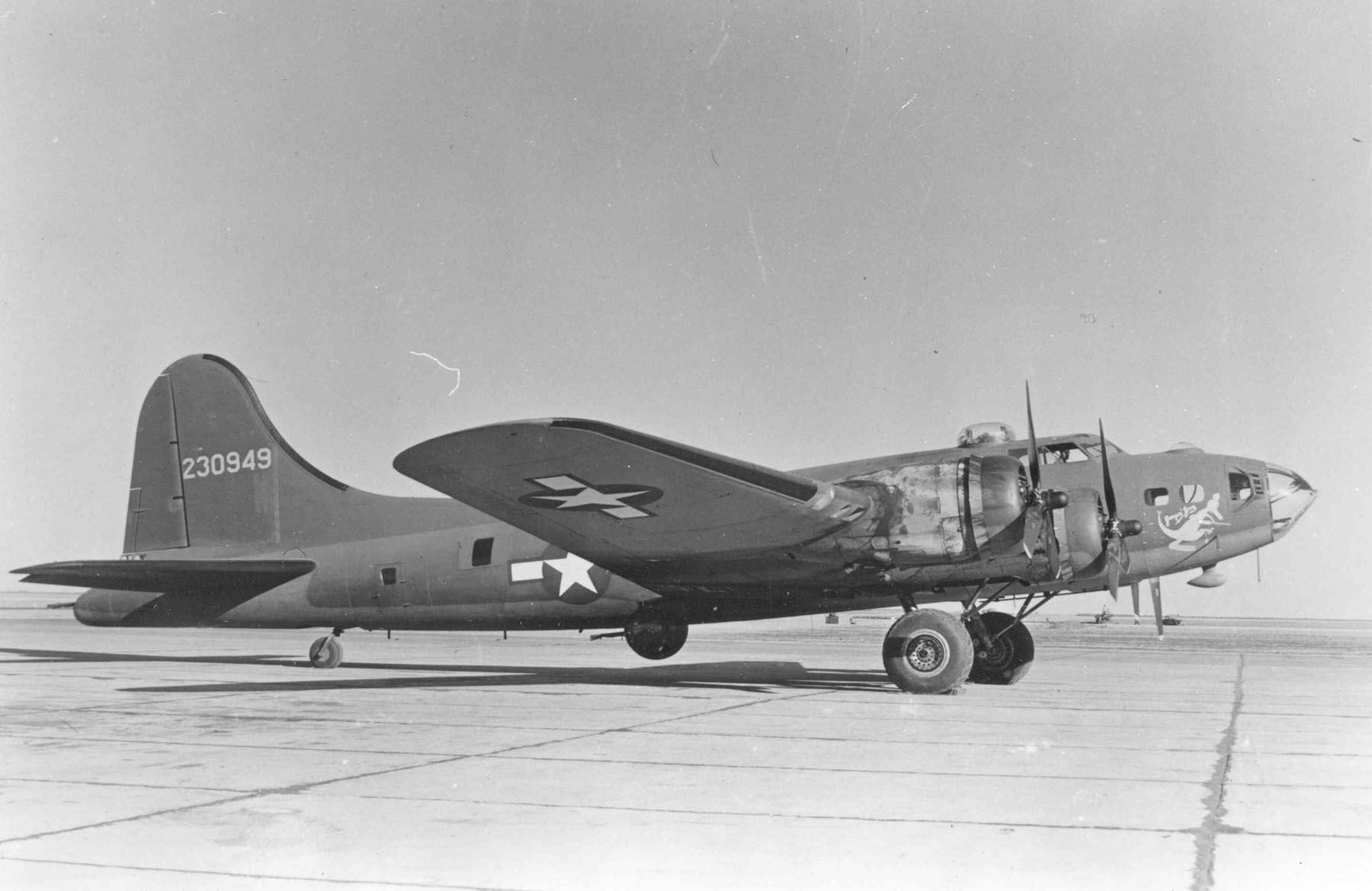
Boeing B-17 Flying Fortress « Jumpin' Jive » de 1943

Ce tube est un des plus importants succès de l'époque, vendu à plus d'un million d'exemplaires, avec ses paroles scat-jazz « Hep-hep!, de-boodle-de-ack, de-boodle-de-ackasaki!, hep-hep!, oh, rang-tang, te-dah-dah, gonna tell you 'bout the jumpin' jive, Hep-hep!, jim, jam, jump, the jumpin' jive... ».

## Reprise
Ce standard de jazz est repris entre autres par Lionel Hampton (1939), Cab Calloway (1939), The Andrews Sisters (1939), Ella Fitzgerald (1939), Glenn Miller et Marion Hutton (1939), les Nicholas Brothers (1943), Big Bad Voodoo Daddy (album How Big Can You Get?: The Music of Cab Calloway (en), 2009), Joe Jackson (album Joe Jackson's Jumpin' Jive 1981)...

## Cinéma
- 1943 : Symphonie magique, d'Andrew L. Stone, avec Cab Calloway, son orchestre et les Nicholas Brothers[12].